# Huaquillas
Huaquillas est une ville de la province d'El Oro en Équateur.
La population était de 47 706 habitants en 2010.